# 瀬木南
瀬木南（せぎみなみ）は、愛知県名古屋市緑区の町名。

## 地理
名古屋市緑区南西部に位置し、東は南大高四丁目、西は大高町・大高台二丁目、南は大高町に接する。

### 河川
- 瀬木川

## 世帯数と人口
2023年（令和5年）1月1日現在の世帯数と人口は以下の通りである。
| 丁目   | 世帯数  | 人口  |
| ------ | ------- | ----- |
| 瀬木南 | 111世帯 | 308人 |

## 学区
市立小・中学校に通う場合、学校等は以下の通りとなる。また、公立高等学校全日制普通科に通う場合の学区は以下の通りとなる。
| 番・番地等 | 小学校               | 中学校               | 高等学校 |
| ---------- | -------------------- | -------------------- | -------- |
| 全域       | 名古屋市立大高小学校 | 名古屋市立大高中学校 | 尾張学区 |

## 歴史

### 沿革
- 2021年（令和3年）9月25日 - 緑区大高町（字柿木峡・北南休・南休の全域および洞之腰・銭瓶谷・北炭焼・下西峡・上瀬木川東・南浅間の各一部）・南大高四丁目の各一部より、同区瀬木南が成立[1]。

## 交通
- 愛知県道23号東浦名古屋線

## その他

### 日本郵便
- 郵便番号 : 459-8017[3]（集配局：緑郵便局[6]）。